# Besseria longicornis
Besseria longicornis är en tvåvingeart som beskrevs av Zeegers 2007. Besseria longicornis ingår i släktet Besseria och familjen parasitflugor. Inga underarter finns listade i Catalogue of Life.